# Georges Alfred Chaudet
Pour les articles homonymes, voir Chaudet.
Georges Alfred Chaudet né le 9 mars 1870 à Paris (9e arrondissement) où il est mort le 19 septembre 1899 est un artiste peintre, photographe et marchand d'art français, proche de Paul Gauguin.

## Biographie
Né à Paris, rue Choron, fils de Caroline Fayn et Jules Sylvain Chaudet, un rentier, qui s'essaya à la peinture, Georges Alfred Chaudet a été l'élève de Jules Lefebvre et Henri-Lucien Doucet à l'Académie Julian, l'année où se forment les Nabis ; il a également pratiqué la photographie. En 1890, il expose au Salon des artistes français, une toile intitulée Les bords de l'Isole à Quimperlé le matin, Finistère, puis en 1892, une nouvelle toile, L’île de Cresic (Morbihan). C'est de fait en Bretagne que le jeune peintre avait rencontré Paul Gauguin quelques années auparavant, à Douarnenez, et qu'ils étaient devenus amis. Sa sœur, Céline Chaudet, épousait, en 1888, le céramiste proche du groupe de Pont-Aven, Georges Joseph Rasetti,.
Chaudet décide de promouvoir tous ses amis artistes dont Armand Seguin, devenant leur agent ou courtier avec l'aide d'un certain Auguste Gauchy, au 6 de la rue Rodier, dans un immeuble appartenant à sa famille,, mais finira par faire faillite en 1898, après une obscure affaire d'impayés. Selon Seguin et Vollard, Chaudet, qui envoyait pas mal d'argent à Gauguin, s'était fâché avec le milieu parisien. Ses dernières expositions personnelles date de 1896 ; en janvier, il est chez Le Barc de Boutteville, puis occupe un espace, les salons de « L'Art international », 36 rue de Chateaudun, exposant avec Frédéric Samuel Cordey et Henri-François Roussel ; il est ensuite aux Indépendants. En décembre 1898, il signe la pétition lancée par L'Aurore, en faveur du colonel Picquart. Il meurt chez ses parents, rue Choron. En janvier 1900, Gauguin écrit de Tahiti à George-Daniel de Monfreid, pour « remplacer Chaudet » mort quatre mois plus tôt, et l'aider à vendre son travail à Paris.

## Œuvre

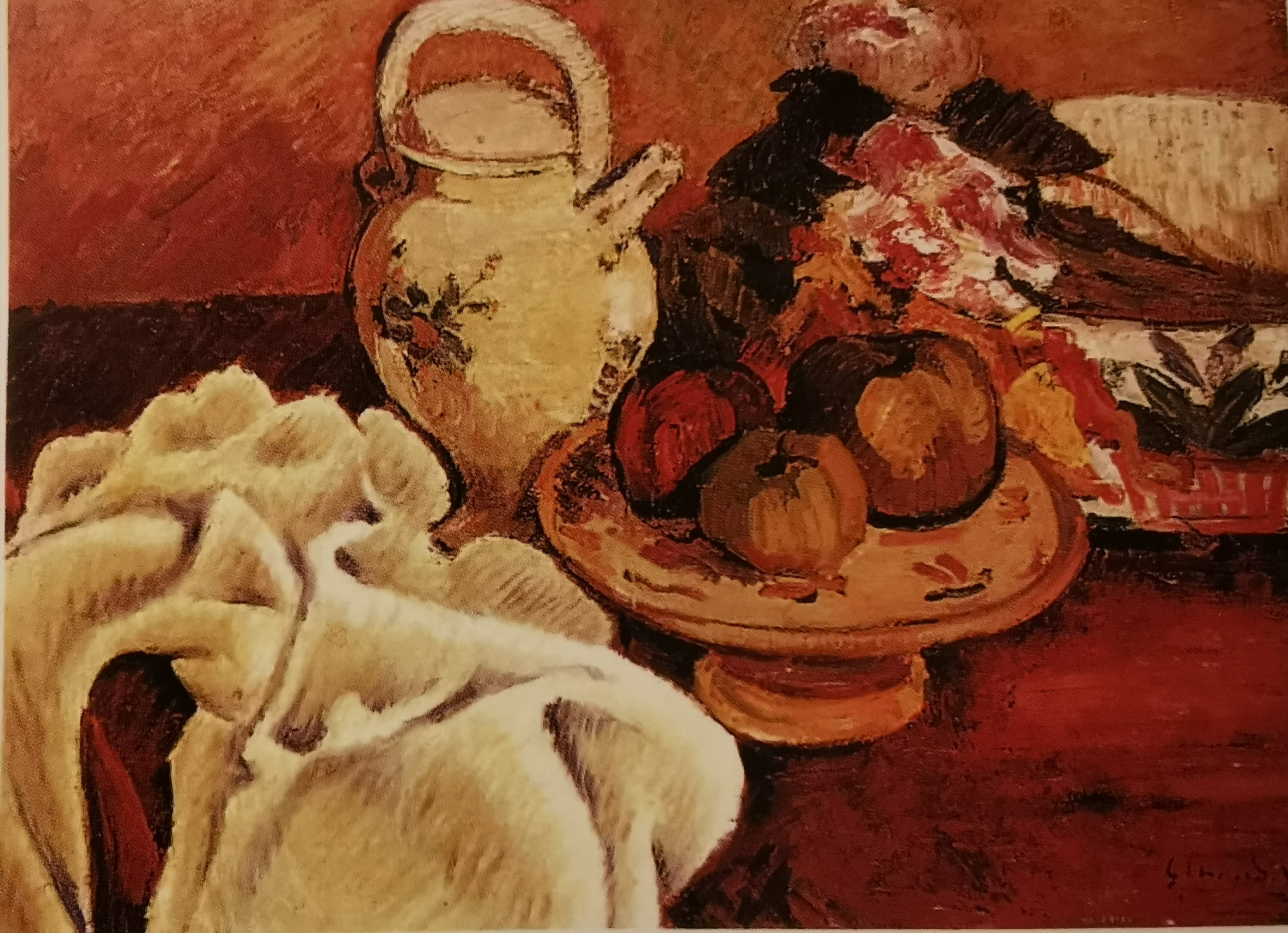
Nature morte au pichet, huile sur toile, anc. coll. Guicheteau.

Marqué par Gauguin et Paul Cézanne,, Chaudet a composé des paysages maritimes et champêtres, des natures mortes, ainsi que quelques vues de villages bretons. Une esquisse, Nature morte à l'assiette de pommes, est conservée au musée des beaux-arts de Brest.